# 渋谷天外 (3代目)
三代目 渋谷 天外（しぶや てんがい、1954年〈昭和29年〉12月1日 - ）は、日本の喜劇俳優。本名、渋谷 喜作。旧芸名、初代 渋谷 天笑（しぶや てんしょう）。
大阪府出身、和歌山県和歌山市ふじと台在住。「松竹新喜劇」の代表を2023年4月までつとめていた。父は喜劇俳優、劇作家の二代目渋谷天外。

## 来歴・人物
1954年（昭和29年）12月1日大阪に二代目渋谷天外の次男として生まれる。母は元「松竹新喜劇」の女優・九重京子（渋谷喜久栄）。何も知らずに3歳で舞台に上げられる。
私立明星高等学校（大阪府）を経て、京都産業大学経営学科（情報処理専攻）在学中に、見よう見真似で喜劇の台本を書く。
1977年（昭和52年）、大学卒業後、正式に松竹新喜劇に入団する。
初名は渋谷天笑で、名付け親は藤山寛美。その後1984年（昭和59年）に休団し上京、テレビでも活躍する。
1991年（平成3年）、藤山寛美逝去後の「新生松竹新喜劇」の代表に就任。
翌1992年（平成4年）、3代目渋谷天外を襲名する。
現在は「松竹新喜劇」の代表でもあり座長もこなす。
2013年（平成25年) 松尾芸能振興財団 第35回 松尾芸能賞 優秀賞 演劇部門 受賞。
2017年（平成29年) 9月には松竹新喜劇の俳優・胡蝶英治が二代目 渋谷天笑を襲名。天外には2人の娘がいるものの芸能活動を行っていないことから、渋谷の名跡を継ぐこととなった。
私生活では、松竹新喜劇の女優・滝由女路（たきゆめじ）と1992年（平成4年）9月に結婚。滝は結婚を機に退団し「おしどり夫婦」として三代目天外を襲名した夫を支えたが、2018年（平成30年）6月8日に死別した。
ラーメン、カレー、シャンパン、ふるさとを愛する。白浜で料理店を営む兄同様、料理の腕前がプロ級である。
同じ大阪市出身のミュージシャン桑名正博とは親友の間柄で、BOROなど喜劇役者ながら音楽関係者との親交が広い。また吉本新喜劇元座長の辻本茂雄とも親交があり、役者として吉本と松竹の垣根を超えた交流が続いている。
2015年から和歌山県白浜町の観光大使を務め、自身も参加した『白浜SONG』が地元白浜町のご当地ソングとして白良浜ビーチにおいて発表された。
座右の銘は『ぼちぼちいこか』。自身がサインを書く際にはこの言葉を書き添えている。
2021年1月17日、自身が発熱の症状が出た為、病院でPCR検査を受けた結果、新型コロナウイルスの陽性と判明。1月19日、入院していることを公表した。2月19日、退院。出演予定だった舞台『未来記の番人』は降板し、肺の症状が完治するまで自宅で療養を続ける。
同年7月25日、一般女性との再婚を発表。
2024年3月、自身の前名を継いだ渋谷天笑(2代目)を養子として迎え入れたことを公表した。

## 出演

### 舞台
- (2024年)カルメン故郷に帰る - 村長 役[10][11]

### 映画
- (2006年)L.A.,Wedding Eve（内片輝監督）
- (2007年)Honolulu International Filmfestival（ホノルル国際映画祭）Best Actor（最優秀男優賞）受賞
- (2007年)釣りバカ日誌18 ハマちゃんスーさん瀬戸の約束（松竹） - 藤原 役
- (2008年)秋深き（池田敏春監督）
- (2009年)大阪アジアン映画祭大阪フィルムフェスティバル 助演男優賞受賞
- (2013年)青木ヶ原（新城卓監督）
- (2013年)ペコロスの母に会いに行く（森﨑東監督）
- (2014年)忍ジャニ参上! 未来への戦い
- (2016年)この世界の片隅に（声の出演、特別出演[12]）- 駅の警官 役

### テレビドラマ
- (1984年)離婚テキレイ期（TBS）
- (1986年)真田太平記（NHK） - 姉山甚八 役
- 連続テレビ小説（NHK）
  - (1986年)都の風 - 忠七 役
  - (1989年)和っこの金メダル
  - (2019年)まんぷく - 熊倉源三郎 役
  - (2019年)スカーレット - 城崎剛造 役
  - (2020年)おちょやん - 守衛・守屋 役[13]

- (1987年)おとんぼ
- (1988年)銀河テレビ小説『総務部総務課山口六平太』（NHK） - 片岡孝夫 役
- (1988年)土曜ドラマスペシャル『風よ、鈴鹿へ』（TBS） - 土建屋よしゆき 役
- (1989年)土曜ドラマ『翔べひよっ子』（NHK）
- (1993年)大河ドラマ『炎立つ』 - 清原武衡 役
- (1996年)京都発・ぼくの旅立ち - 義一 役
- (1998年)剣客商売 第1シリーズ 第4話「御老中暗殺」（フジテレビ / 松竹） - 飯田平助 役
- (1999-2001年)新・部長刑事 アーバンポリス24（朝日放送）
- 土曜ワイド劇場
  - (2001年)京都の芸者弁護士事件簿5（朝日放送）
  - (2001年9月15日)眼科医 小室瞳の推理カルテ1（朝日放送） - 駐在 役
  - 狩矢父娘シリーズ5・7 - （テレビ朝日） - 中山清志 役
  - (2010年10月30日)夏樹静子作家生活40周年記念作品・天使が消えていく（朝日放送） - 神崎昇 役
  - (2011年3月26日)愛と死の境界線（朝日放送） - 刑事 役
- (2001年)バブル（NHK）
- (2003年)17才夏。（朝日放送）
- (2006年)仕掛人・藤枝梅安 - 与助 役
- (2007年)H-code〜愛しき賞金稼ぎ〜（朝日放送）
- (2010年11月15日)月曜ゴールデン『狩矢警部シリーズ9』（TBS） - 佐久間朗 役
- (2012年)鈴子の恋（東海テレビ）
- (2014年)銀二貫（NHK） - 山城屋与平 役
- (2015年)神谷玄次郎捕物控2 第6話（NHK BSプレミアム） - 半左衛門 役
- (2017年)月曜名作劇場『赤かぶ検事奮戦記7』 - 柊安二郎 役
- (2018年)立花登青春手控え3 - 加賀屋伝助 役
- (2019年)やじ×きた 元祖・東海道中膝栗毛 ‐ 河内屋太郎兵衛 役

### ラジオ
- ヒロノツトムの走れタコ（ラジオ関西）
- 奇想・天外倶楽部（朝日放送ラジオ）